# AD Близнецов
AD Близнецов (лат. AD Geminorum, HD 262433) — двойная звезда в созвездии Близнецов на расстоянии приблизительно 8 662 световых лет (около 2 657 парсек) от Солнца. Видимая звёздная величина звезды — от +10,23m до +9,45m. Возраст звезды определён как около 146 млн лет.
Открыта немецкими астрономами Паулем Гутником и Рихардом Прагером в 1928 году.

## Характеристики
Первый компонент — жёлтый гигант, пульсирующая переменная звезда, классическая цефеида (DCEP)* спектрального класса F5-G2:, или F5, или G0. Масса — около 6,479 солнечных, радиус — около 100,936 солнечных, светимость — около 966 солнечных. Эффективная температура — около 6000 К.
Второй компонент — красный карлик спектрального класса M. Масса — около 255,29 юпитерианских (0,2437 солнечных). Удалён в среднем на 2,788 а.е..